# Pfrondhorn
Pfrondhorn är en bergstopp i Österrike.   Den ligger i distriktet Bludenz och förbundslandet Vorarlberg, i den västra delen av landet, 500 km väster om huvudstaden Wien. Toppen på Pfrondhorn är 1 949 meter över havet, eller 204 meter över den omgivande terrängen. Bredden vid basen är 4,0 km. Pfrondhorn ingår i Kanisfluh.
Terrängen runt Pfrondhorn är bergig åt sydost, men åt nordväst är den kuperad. Runt Pfrondhorn är det ganska glesbefolkat, med 47 invånare per kvadratkilometer.. Närmaste större samhälle är Dornbirn, 18,5 km norr om Pfrondhorn. 
Trakten runt Pfrondhorn består i huvudsak av gräsmarker.